# Caen Basket Calvados
Caen Basket Calvados (kurz: Caen BC) ist ein französischer Basketballverein aus Caen.

## Geschichte
Der Verein wurde 1959 gegründet. Die Mitgliederzahl wuchs schnell, da der in derselben Stadt beheimatete Klub Stade Malherbe Caen sich kurz zuvor auflöste und deren Spieler, Trainer und Funktionäre zum neugegründeten Verein der Stadt wechselten. Gleich die erste Saison, die der Verein in der höchsten Spielklasse Frankreichs spielte, lief sehr erfolgreich. Caen beendete sie auf dem dritten Platz. Folglich lief es aber deutlich schlechter, 1964 stieg der Klub ab.
In den 1970er Jahren fand die erfolgreichste Ära der Calvados statt. Nachdem das Team 1970 den Wiederaufstieg in die erste Liga geschafft hatte, nahm er dank guter Ergebnisse in der Liga im Jahr 1972 erstmals am Europapokal teil, dem Korać-Cup. Caen Basket Calvados etablierte sich nun in der erstklassigen französischen Liga und wurde 1977 und 1979 Vizemeister.
Nach diesen Erfolgen ging es bergab für den Klub, der in der Saison 1988/89 sportlich in die zweite Liga abstieg, wegen finanzieller Probleme aber sogar bis in Liga 5 zwangsversetzt wurde.
Die Nationalspieler Frédéric Forte und Nicolas Batum, der aus dem benachbarten Lisieux stammt und den Sprung in die NBA schaffte, gehören zu den bedeutendsten „Eigengewächsen“ des Vereins. Aktuell spielt der Klub in der vierthöchsten französischen Liga.

## Halle
Der Verein trägt seine Heimspiele in der 3.000 Plätze umfassenden Palais des Sports de Caen aus.

## Erfolge
- 2× Französischer Vizemeister (1977, 1979)